# Montfort-sur-Risle
Pour les articles homonymes, voir Montfort.
Montfort-sur-Risle est une commune française située dans le département de l'Eure, en région Normandie.

## Géographie

### Localisation
Montfort-sur-Risle est une commune du Nord-Ouest du département de l'Eure en région Normandie. Située au cœur de la vallée de la Risle, elle appartient à la région naturelle du Lieuvin.
Montfort-sur-Risle est à 11,7 km au nord-ouest de Brionne, à 12,9 km au sud-est de Pont-Audemer, à 34,4 km au sud-ouest de Rouen et à 46,6 km au nord-ouest d'Évreux.
|                          | Appeville-Annebault | Illeville-sur-Montfort            |
| Saint-Philbert-sur-Risle | Montfort-sur-Risle  | Illeville-sur-Montfort, Écaquelon |
|                          | Glos-sur-Risle      |                                   |

### Boisement
La moitié est de la commune de Montfort-sur-Risle est couverte par la forêt de Montfort.

### Hydrographie
La commune est située dans le bassin Seine-Normandie. Elle est drainée par la Risle, deux bras de la Risle, le Clerot et divers autres petits cours d'eau,.
La Risle, d'une longueur de 145 km, prend sa source dans la commune de Planches et se jette  dans la Seine à Berville-sur-Mer, après avoir traversé 52 communes.

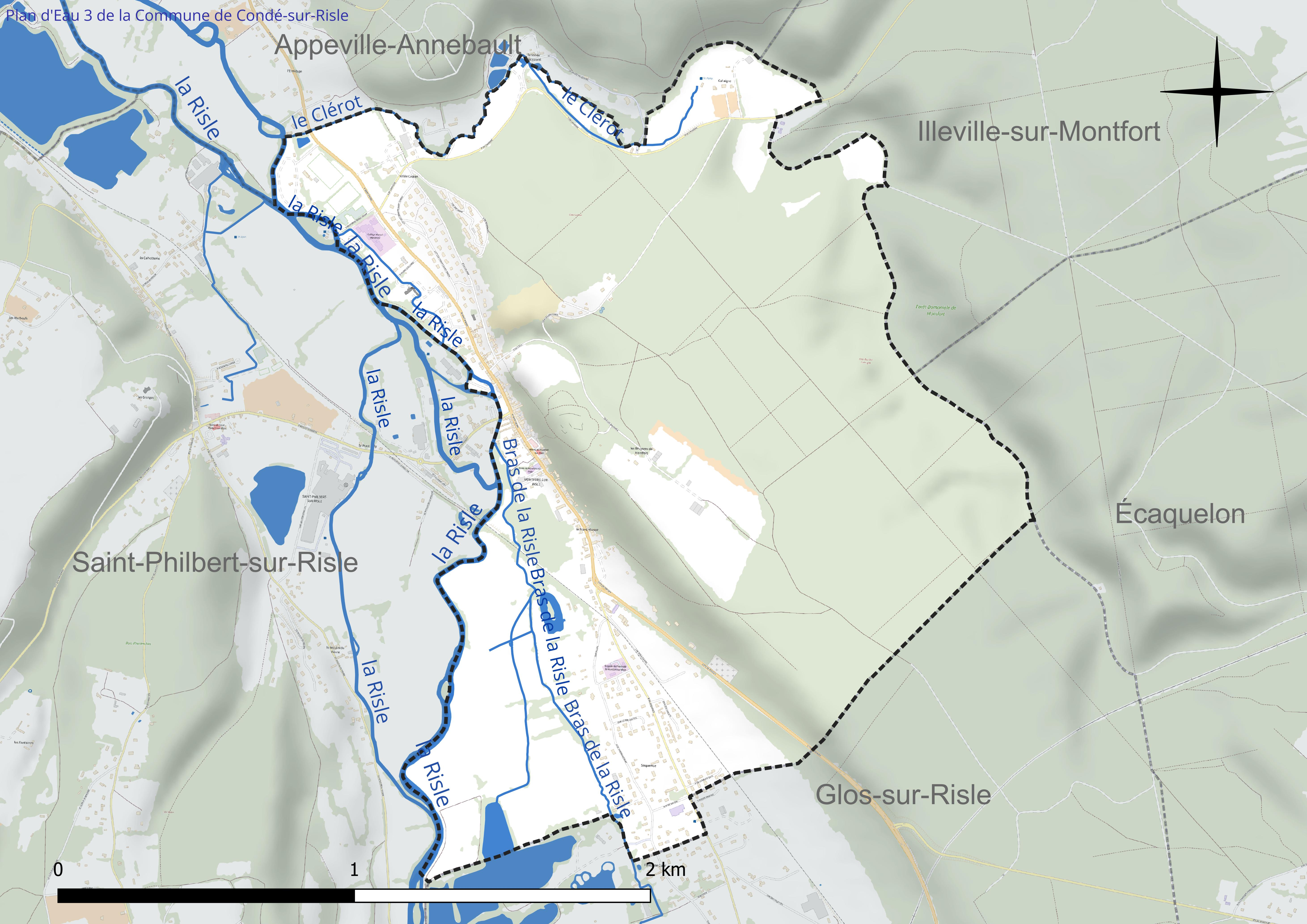
Réseau hydrographique de Montfort-sur-Risle.

### Climat
Pour des articles plus généraux, voir Climat de la Normandie et Climat de l'Eure.
En 2010, le climat de la commune est de type climat océanique altéré, selon une étude du CNRS s'appuyant sur une série de données couvrant la période 1971-2000. En 2020, Météo-France publie une typologie des climats de la France métropolitaine dans laquelle la commune est exposée à un climat océanique et est dans la région climatique  Côtes de la Manche orientale, caractérisée par un faible ensoleillement (1 550 h/an) ; forte humidité de l’air (plus de 20 h/jour avec humidité relative > 80 % en hiver), vents forts fréquents. Parallèlement le GIEC normand, un groupe régional d’experts sur le climat, différencie quant à lui, dans une étude de 2020, trois grands types de climats pour la région Normandie, nuancés à une échelle plus fine par les facteurs géographiques locaux. La commune est, selon ce zonage, exposée à un « climat contrasté des collines », correspondant au Pays d’Auge, Lieuvin et Roumois, moins directement soumis aux flux océaniques et connaissant toutefois des précipitations assez marquées en raison des reliefs collinaires qui favorisent leur formation.
Pour la période 1971-2000, la température annuelle moyenne est de 10,6 °C, avec  une amplitude thermique annuelle de 13,2 °C. Le cumul annuel moyen de précipitations est de 900 mm, avec 13,3 jours de précipitations en janvier et 8,2 jours en juillet. Pour la période 1991-2020, la température moyenne annuelle observée sur la station météorologique la plus proche, située sur la commune de Brionne à 12 km à vol d'oiseau, est de 11,5 °C et le cumul annuel moyen de précipitations est de 791,7 mm,. Pour l'avenir, les paramètres climatiques de la commune estimés pour 2050 selon différents scénarios d’émission de gaz à effet de serre sont consultables sur un site dédié publié par Météo-France en novembre 2022.

### Milieux naturels et biodiversité

#### Natura 2000
- Risle, Guiel, Charentonne[18].

#### ZNIEFF de type 2
- La vallée de la Risle de Brionne à Pont-Audemer, la forêt de Montfort[19].

#### Site classé
- Le vallée de la Risle,  Site classé (1993)[20].

## Urbanisme

### Typologie
Au 1er janvier 2024, Montfort-sur-Risle est catégorisée commune rurale à habitat dispersé, selon la nouvelle grille communale de densité à 7 niveaux définie par l'Insee en 2022.
Elle est située hors unité urbaine et hors attraction des villes,.

### Occupation des sols
L'occupation des sols de la commune, telle qu'elle ressort de la base de données européenne d’occupation biophysique des sols Corine Land Cover (CLC), est marquée par l'importance des forêts et milieux semi-naturels (58,6 % en 2018), une proportion identique à celle de 1990 (58,6 %). La répartition détaillée en 2018 est la suivante : 
forêts (36,6 %), prairies (26,8 %), milieux à végétation arbustive et/ou herbacée (22 %), zones urbanisées (14,6 %). L'évolution de l’occupation des sols de la commune et de ses infrastructures peut être observée sur les différentes représentations cartographiques du territoire : la carte de Cassini (XVIIIe siècle), la carte d'état-major (1820-1866) et les cartes ou photos aériennes de l'IGN pour la période actuelle (1950 à aujourd'hui).

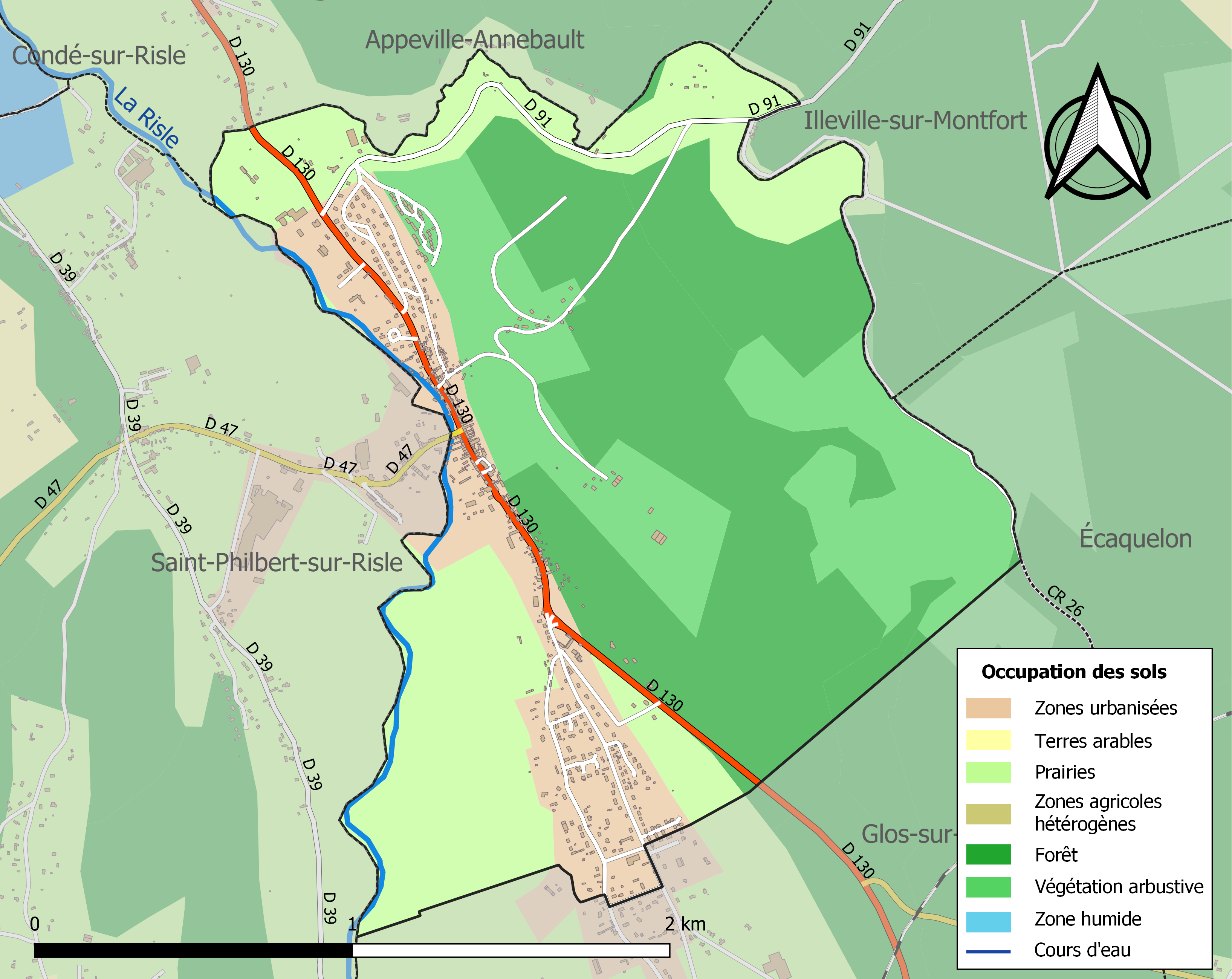
Carte des infrastructures et de l'occupation des sols de la commune en 2018 (CLC).

## Toponymie
Le nom de la localité est attesté sous la forme Muntfort (roman de Rou) en 1055, Montfort en 1754 (Dictionnaire des postes).
Appellation empruntée à l'ancien château fort qui dominait la vallée de la Risle.

## Histoire
À l'époque gauloise, la Risle délimitait le territoire de deux puissantes tribus, les Véliocasses et les Lexoviens.
Fief de la famille de Montfort de 980 à 1204.

### Héraldique
| Armes de Montfort-sur-Risle | Ces armes peuvent se blasonner ainsi aujourd’hui : de gueules au sautoir d'or. |

## Politique et administration
| Période                                  | Période  | Identité                                      | Étiquette | Qualité                                  |
| ---------------------------------------- | -------- | --------------------------------------------- | --------- | ---------------------------------------- |
| 1868                                     | 1888     | Pierre Eugène Georges Naguet de Saint-Vulfran |           |                                          |
| 1904                                     | 1909     | Marcel Burel                                  |           | Filateur et agriculteur                  |
| 1930                                     |          | Vinceleux                                     |           |                                          |
| 1953                                     | 1983     | Jean Aublé                                    | dvd       | Huissier de justice, Conseiller général  |
| 1989                                     | 2001     | Gérard Comellas                               | SE        |                                          |
| 2001                                     | 2009     | Alain Dupuy                                   | SE        | Retraité du groupe pétrolier Exxon Mobil |
| 2009                                     | En cours | Jean-Luc Barre                                | UMP-LR    | Retraité de l'administration des impôts  |
| Les données manquantes sont à compléter. |          |                                               |           |                                          |

## Démographie
L'évolution du nombre d'habitants est connue à travers les recensements de la population effectués dans la commune depuis 1793. Pour les communes de moins de 10 000 habitants, une enquête de recensement portant sur toute la population est réalisée tous les cinq ans, les populations de référence des années intermédiaires étant quant à elles estimées par interpolation ou extrapolation. Pour la commune, le premier recensement exhaustif entrant dans le cadre du nouveau dispositif a été réalisé en 2008.

En 2022, la commune comptait 778 habitants, en évolution de +2,91 % par rapport à 2016 (Eure : −0,25 %, France hors Mayotte : +2,11 %).
| 1793 | 1800 | 1806 | 1821 | 1831 | 1836 | 1841 | 1846 | 1851 |
| ---- | ---- | ---- | ---- | ---- | ---- | ---- | ---- | ---- |
| 444  | 532  | 564  | 525  | 571  | 574  | 566  | 550  | 547  |

| 1856 | 1861 | 1866 | 1872 | 1876 | 1881 | 1886 | 1891 | 1896 |
| ---- | ---- | ---- | ---- | ---- | ---- | ---- | ---- | ---- |
| 526  | 687  | 574  | 546  | 588  | 625  | 645  | 635  | 611  |

| 1901 | 1906 | 1911 | 1921 | 1926 | 1931 | 1936 | 1946 | 1954 |
| ---- | ---- | ---- | ---- | ---- | ---- | ---- | ---- | ---- |
| 594  | 543  | 590  | 502  | 560  | 528  | 517  | 504  | 562  |

| 1962 | 1968 | 1975 | 1982 | 1990 | 1999 | 2006 | 2008 | 2013 |
| ---- | ---- | ---- | ---- | ---- | ---- | ---- | ---- | ---- |
| 754  | 766  | 867  | 885  | 913  | 882  | 845  | 833  | 757  |

| 2018 | 2022 | - | - | - | - | - | - | - |
| ---- | ---- | - | - | - | - | - | - | - |
| 767  | 778  | - | - | - | - | - | - | - |

## Culture locale et patrimoine

### Lieux et monuments
- Montfort-sur-Risle est une étape du pèlerinage du mont Saint-Michel (Itinéraire culturel du Conseil de l'Europe) sur le chemin venant d'Amiens par Barneville-sur-Seine.

La commune de Montfort-sur-Risle compte un édifice inscrit au titre des monuments historiques : 
- le château de Montfort-sur-Risle (XIe),  Inscrit MH (1937)[33]. En août 2017, l'Association nationale Chantiers Histoire et Architecture Médiévales lui consacre une campagne de sauvegarde.

Château fort
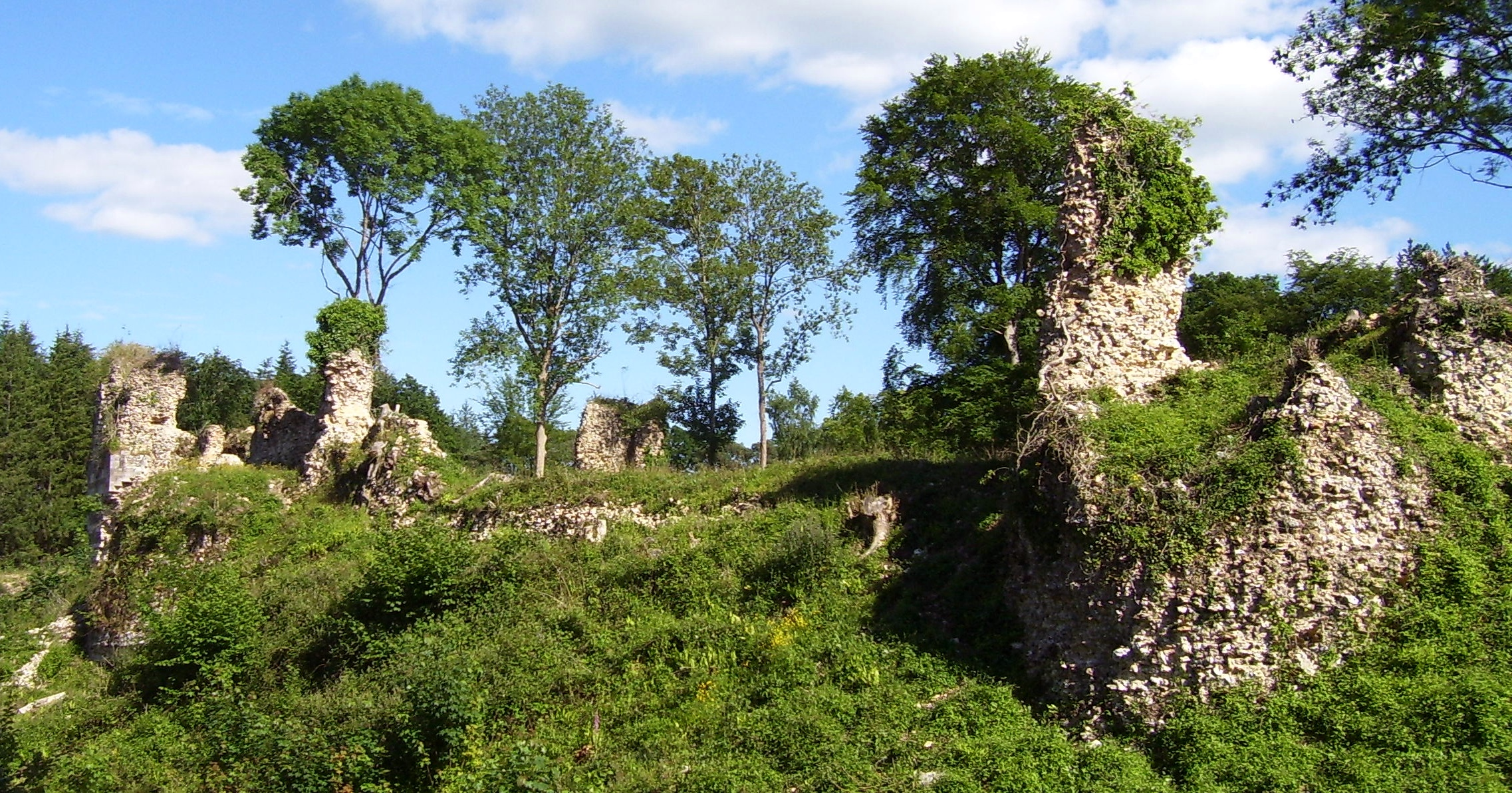
Vue d'ensemble du château.
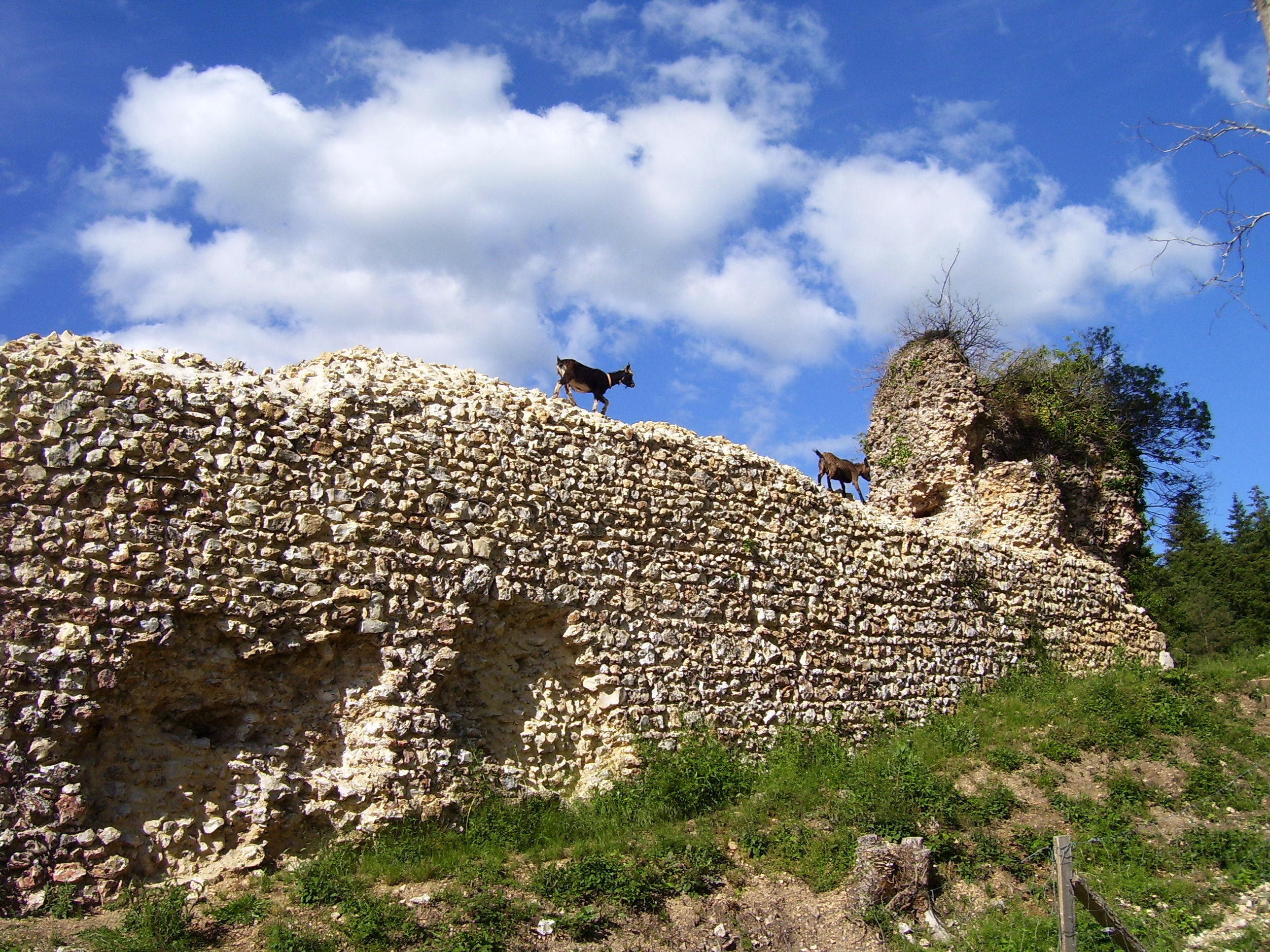
Chèvres sur les vestiges du château.
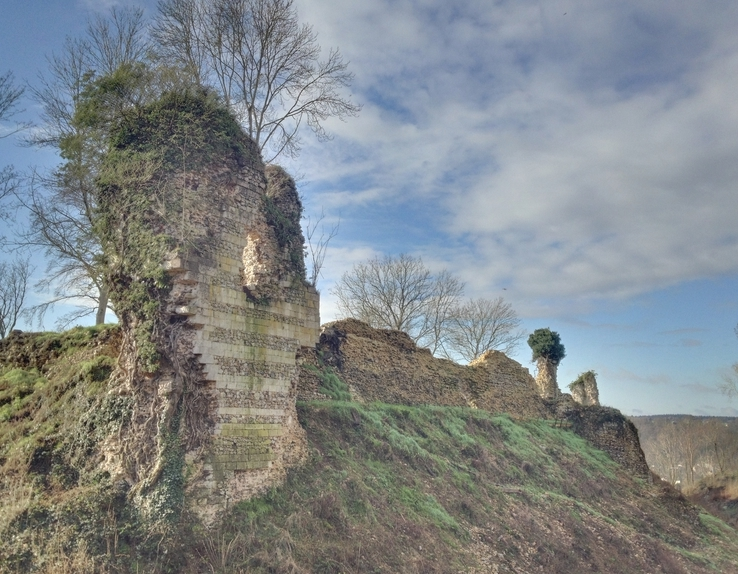
La tour Saint-Nicolas.
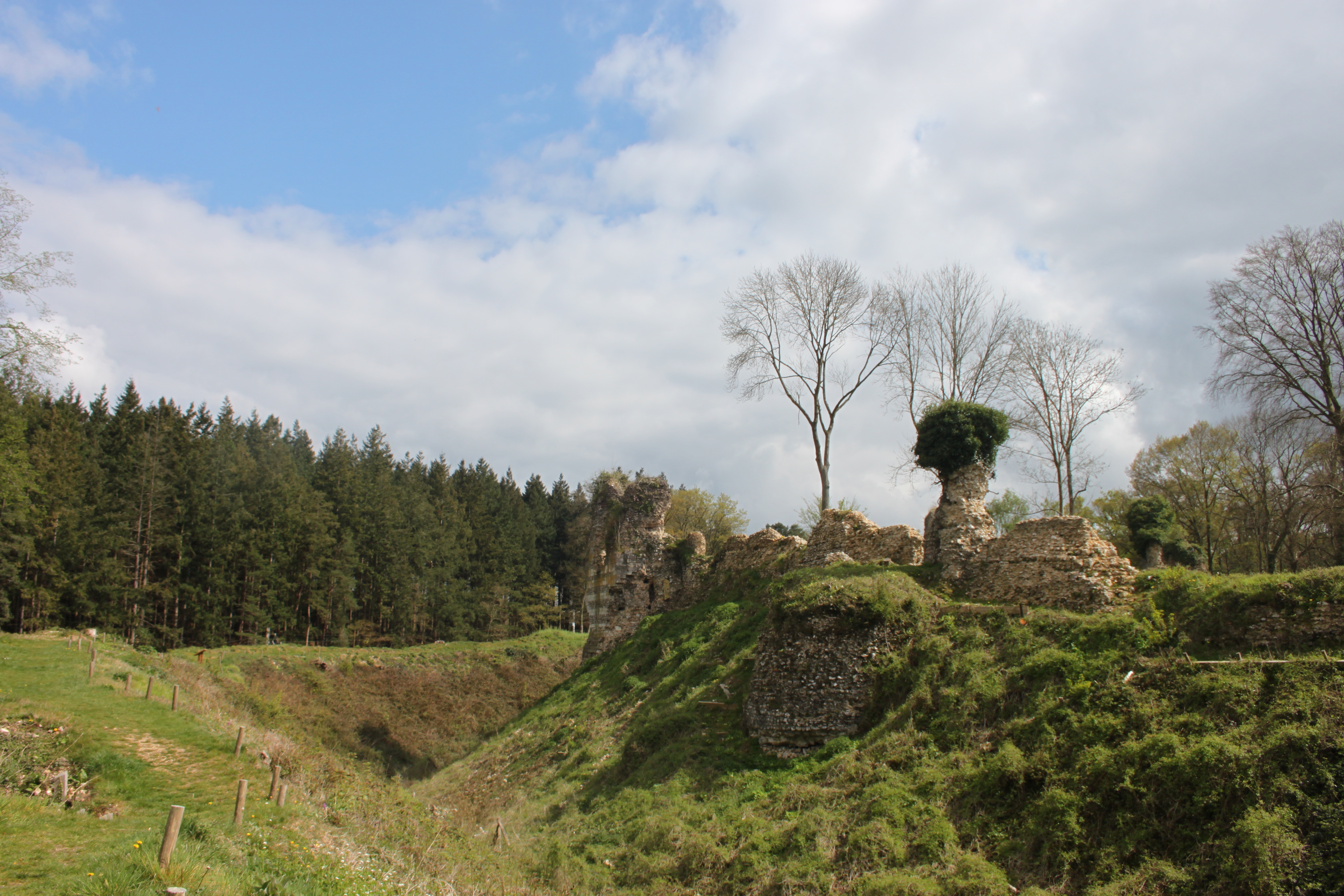
Vue du château et de la forêt de Montfort en arrière-plan.

Par ailleurs, plusieurs autres édifices sont inscrits à l'inventaire général du patrimoine culturel :
- l'église Saint-Pierre-et-Saint-Paul (XIIe (?), XIIIe, XVIIIe et XIXe)[34] ; Le diocèse catholique d'Évreux en est l'affectataire par l'intermédiaire de la paroisse « Montgeoly » qui dessert cette église.
- le château de la Motte (XVIIe)[35] ;
- le manoir dit le Franc Manoir (XVIIIe)[36] ;
- la mairie (XIXe)[37] ;
- la gendarmerie (XIXe)[38] ;
- le monument aux morts (XXe) au lieu-dit Soquence[39] ;
- un lavoir datant probablement du XVIIIe siècle[40] ;
- quatre maisons : une du XVIIIe siècle[41] et trois du XIXe siècle[42],[43],[44].

À noter que figurent également à cet inventaire deux édifices aujourd'hui détruits : 
- la chapelle Notre-Dame (XIe, XIIe (?), XVe et XVIe)[45] ;
- un couvent d'Oratoriens, d'Annonciades du XVIIe siècle[46].

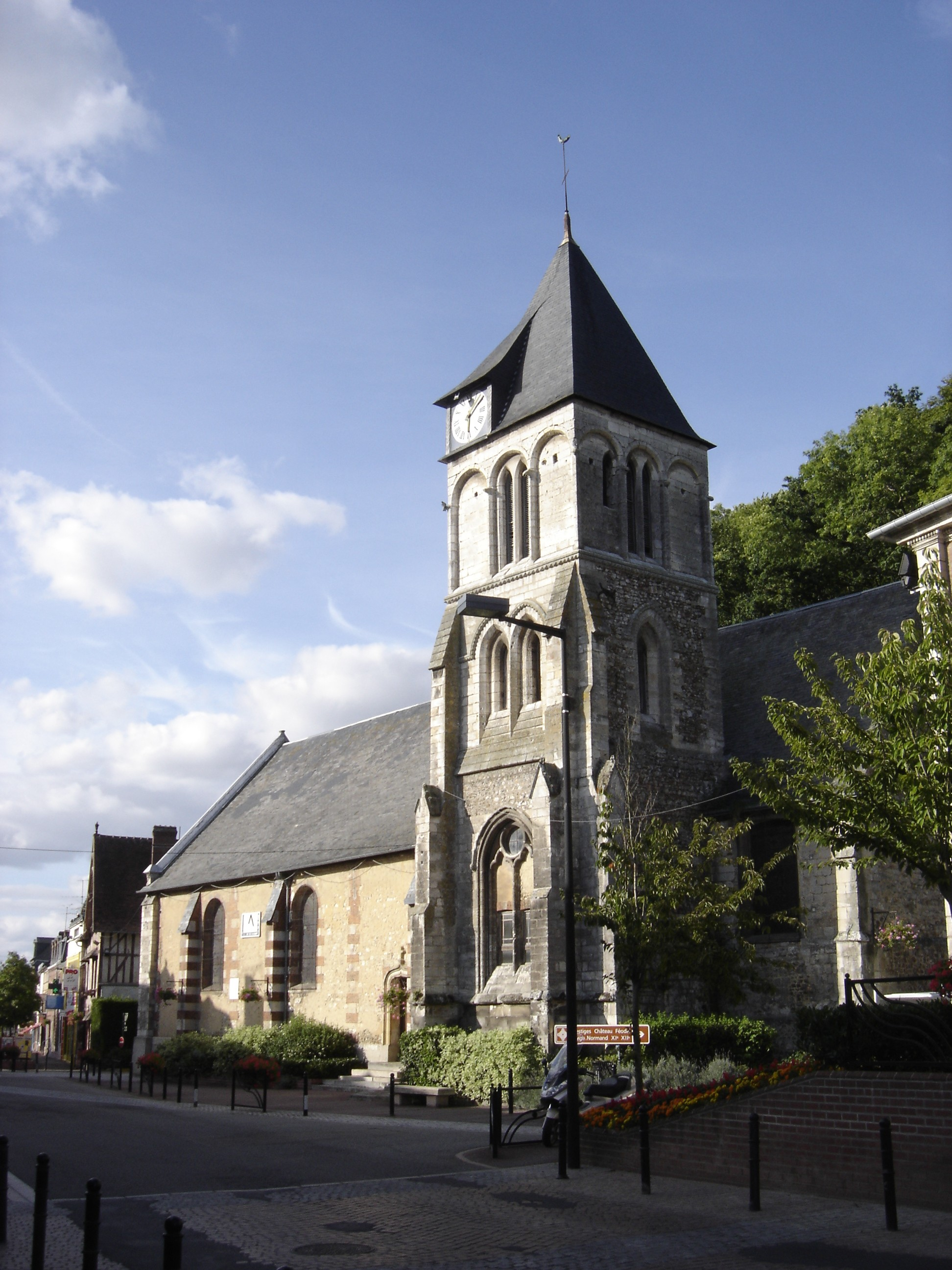
L'église Saint-Pierre-et-Saint-Paul.
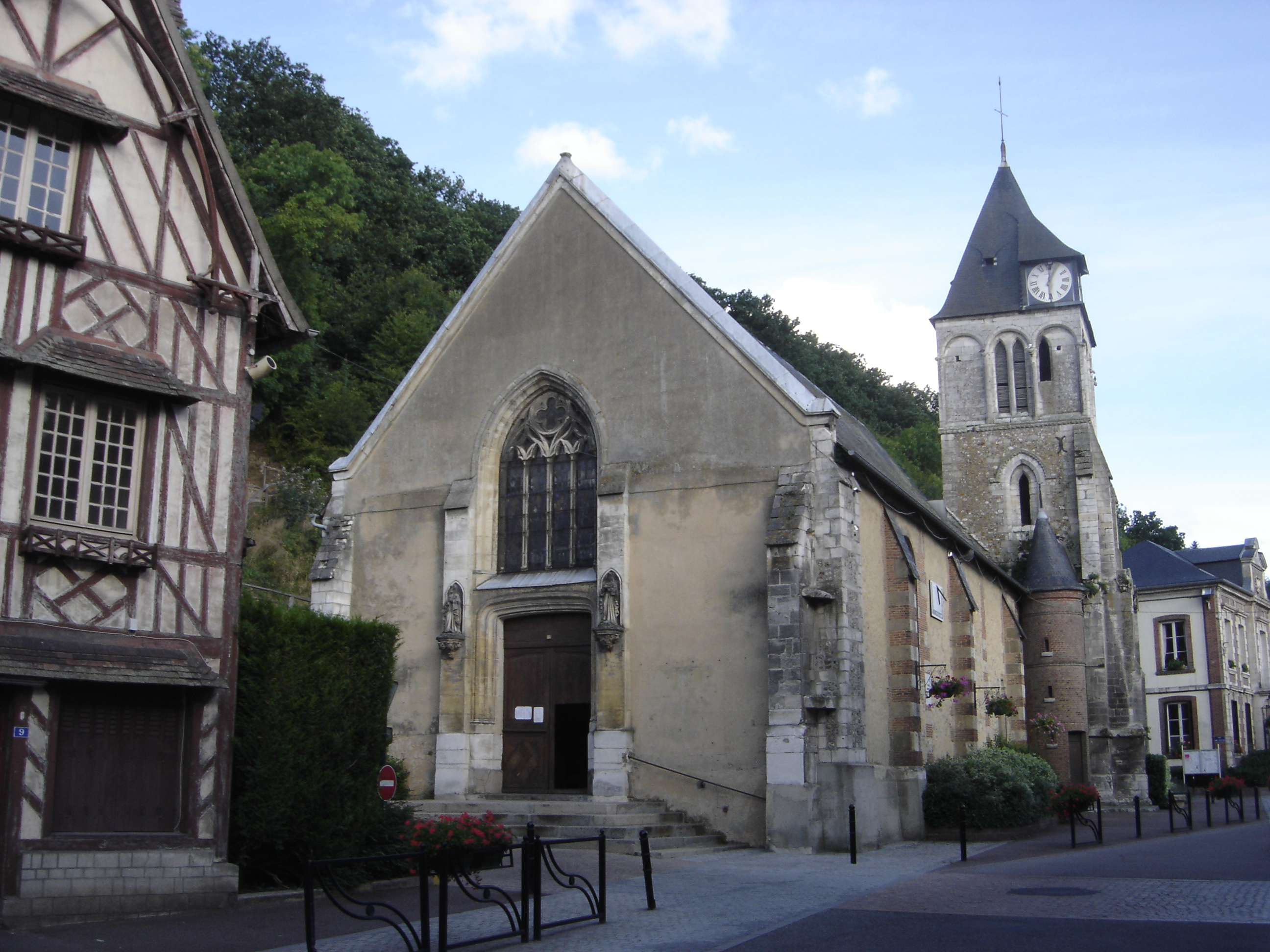
L'église Saint-Pierre-et-Saint-Paul.
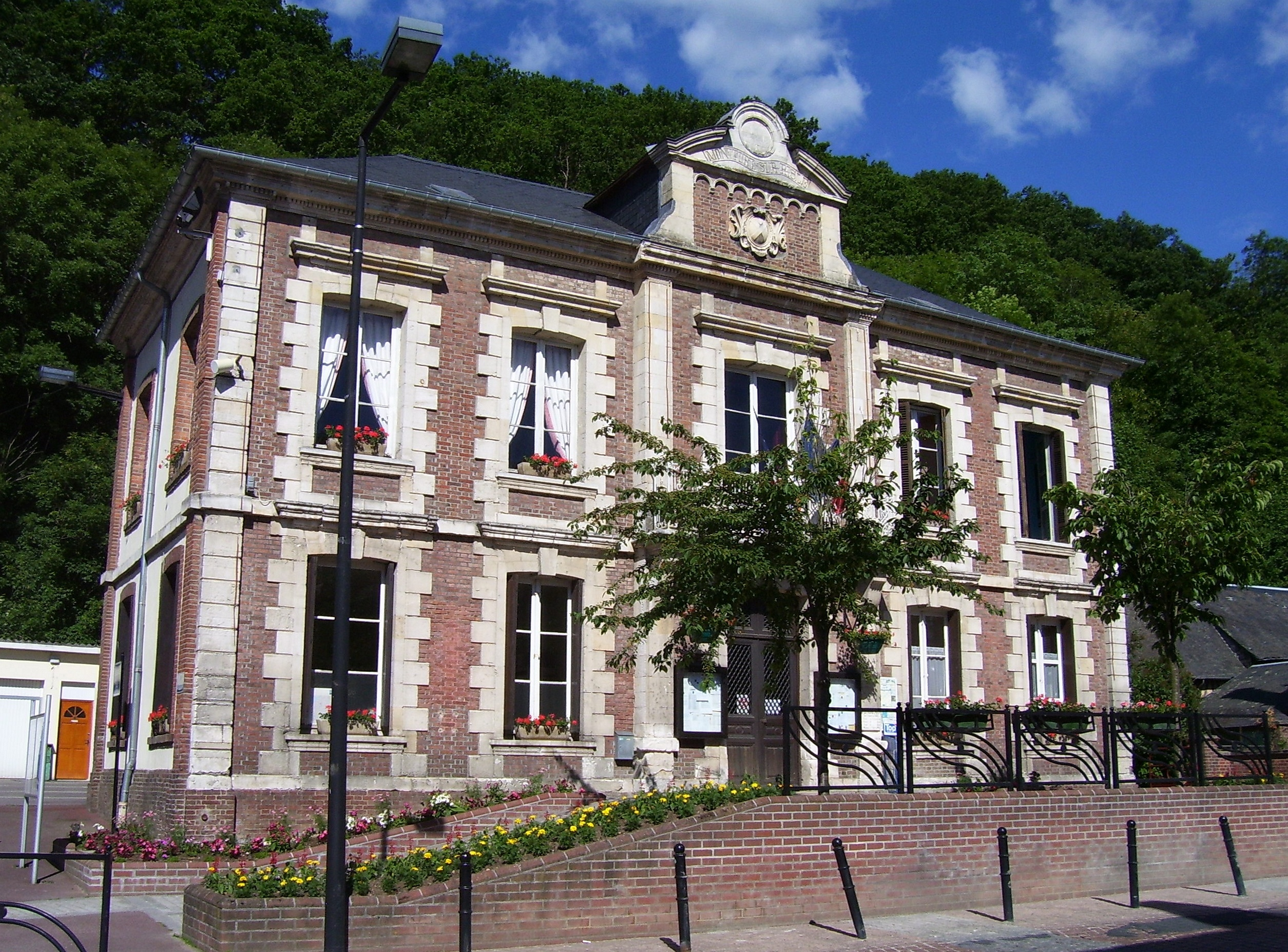
La mairie.
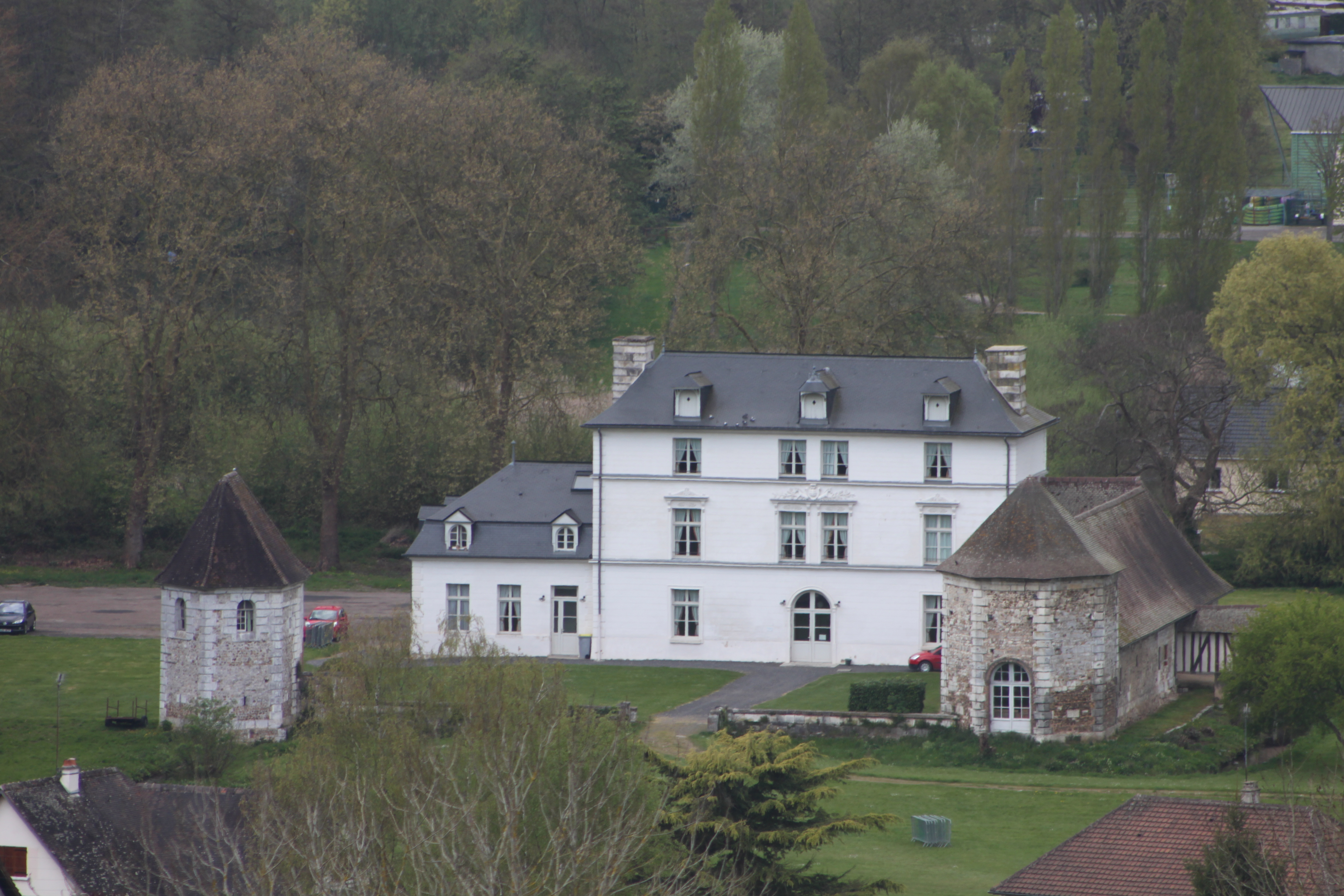
Le château de la Motte vu depuis le château fort.

### Personnalités liées à la commune
- Hugues Ier de Montfort (?-1040), seigneur de Pont-Authou et de Montfort-sur-Risle.
- Hugues II de Montfort (?-1083), se distingua à la bataille d'Hastings et reçut cent-quatorze manoirs anglais en récompense. Il est le fils d’Hugues Ier de Montfort.
- Albert Lebourg (1849-1928), artiste-peintre.
- Augustin Hébert (1860-1944), chevalier de la Légion d'honneur.
- René Sautin (1881-1968), artiste-peintre Impressionniste.
- Laetitia Casta, mannequin et actrice, a été à l'école à Monfort-sur-Risle dans les années 1980.